# Sollevamento pesi ai Giochi della XVII Olimpiade - Pesi piuma
La competizione della categoria pesi piuma (fino a 60 kg) di sollevamento pesi ai Giochi della XVII Olimpiade si è svolta il giorno 7 settembre 1960  al Palazzetto dello Sport di Roma.

## Regolamento
La classifica era ottenuta con la somma delle migliori alzate delle seguenti 3 prove:
- Distensione lenta
- Strappo
- Slancio

Su ogni prova ogni concorrente aveva diritto a tre alzate.

## Risultati
| Pos. | Atleta                | Nazione          | Peso Atleta | Totale | Distensione lenta | Distensione lenta | Distensione lenta | Strappo | Strappo | Strappo | Slancio | Slancio | Slancio |
| Pos. | Atleta                | Nazione          | Peso Atleta | Totale | 1                 | 2                 | 3                 | 1       | 2       | 3       | 1       | 2       | 3       |
| ---- | --------------------- | ---------------- | ----------- | ------ | ----------------- | ----------------- | ----------------- | ------- | ------- | ------- | ------- | ------- | ------- |
| 1    | Evgenij Minaev        | Unione Sovietica | 59,6        | 372,5  | 112,5             | 117,5             | 120,0             | 102,5   | 107,5   | 110,0   | 135,0   | 140,0   | 142,5   |
| 2    | Isaac Berger          | Stati Uniti      | 59,7        | 362,5  | 112,5             | 117,5             | 120,0             | 105,0   | 105,0   | 105,0   | 140,0   | 152,5   | 152,5   |
| 3    | Sebastiano Mannironi  | Italia           | 59,6        | 352,5  | 102,5             | 102,5             | 107,5             | 105,0   | 110,0   | 112,5   | 135,0   | 140,0   | 140,0   |
| 4    | Kim Hae-Nam           | Corea del Sud    | 59,3        | 345,0  | 105,0             | 110,0             | 110,0             | 105,0   | 110,0   | 110,0   | 135,0   | 140,0   | 142,5   |
| 5    | Yukio Furuyama        | Giappone         | 59,8        | 345,0  | 102,5             | 107,5             | 110,0             | 102,5   | 102,5   | 107,5   | 135,0   | 135,0   | 135,0   |
| 6    | Hosni Mohamed Abbas   | Rep. Araba Unita | 59,6        | 337,5  | 97,5              | 102,5             | 105,0             | 95,0    | 100,0   | 100,0   | 132,5   | 137,5   | 140,0   |
| 7    | Tun Maung Kywe        | Birmania         | 59,5        | 327,5  | 100,0             | 105,0             | 105,0             | 95,0    | 100,0   | 102,5   | 127,5   | 132,5   | 132,5   |
| 8    | Alberto Nogar         | Filippine        | 59,6        | 325,0  | 95,0              | 95,0              | 97,5              | 95,0    | 100,0   | 102,5   | 127,5   | 132,5   | 132,5   |
| 9    | Kiril Georgiev        | Bulgaria         | 60,0        | 325,0  | 90,0              | 95,0              | 97,5              | 95,0    | 100,0   | 100,0   | 125,0   | 130,0   | 135,0   |
| 10   | Moustafa El-Shalakani | Rep. Araba Unita | 59,7        | 320,0  | 90,0              | 95,0              | 95,0              | 90,0    | 95,0    | 97,5    | 127,5   | 132,5   | -       |
| 11   | Chung Kum Weng        | Malesia          | 59,2        | 315,0  | 92,5              | 92,5              | 92,5              | 92,5    | 97,5    | 100,0   | 125,0   | 125,0   | 130,0   |
| 12   | Laxmi Kanta Das       | India            | 60,0        | 315,0  | 90,0              | 90,0              | 97,5              | 90,0    | 90,0    | 95,0    | 120,0   | 125,0   | 130,0   |
| 13   | Georg Miske           | Germania         | 60,0        | 310,0  | 100,0             | 105,0             | 105,0             | 90,0    | 95,0    | 95,0    | 120,0   | 125,0   | 125,0   |
| 14   | Salah Chammah         | Libano           | 59,7        | 307,5  | 92,5              | 97,5              | 100,0             | 90,0    | 95,0    | 97,5    | 117,5   | 117,5   | 117,5   |
| 15   | Mauro Alanís          | Messico          | 59,6        | 297,5  | 85,0              | 90,0              | 90,0              | 85,0    | 90,0    | 92,5    | 122,5   | 127,5   | 127,5   |
| 16   | Hermann Dodojacek     | Austria          | 59,8        | 295,0  | -                 | 87,5              | 90,0              | 87,5    | 92,5    | 95,0    | 115,0   | 120,0   | 120,0   |
| 17   | Ángel Famiglietti     | Panama           | 56,5        | 292,5  | 90,0              | 90,0              | 95,0              | 82,5    | 82,5    | 85,0    | 115,0   | 120,0   | 125,0   |
| 18   | Allan Robinson        | Gran Bretagna    | 58,2        | 292,5  | 85,0              | 92,5              | 97,5              | 80,0    | 85,0    | 85,0    | 110,0   | 115,0   | 117,5   |
| 19   | Gazi Cohen            | Israele          | 59,8        | 285,0  | 87,5              | 92,5              | 92,5              | 80,0    | 80,0    | 85,0    | 107,5   | 112,5   | 115,0   |
| 20   | Walter Legel          | Austria          | 59,8        | 282,5  | 80,0              | -                 | -                 | 82,5    | 87,5    | 90,0    | 110,0   | 115,0   | 115,0   |
| 21   | José Luis Izquierdo   | Spagna           | 59,7        | 275,0  | 85,0              | 90,0              | 90,0              | 70,0    | 75,0    | 80,0    | 100,0   | 110,0   | 115,0   |
| 22   | Sammy Dalzell         | Irlanda          | 59,7        | 270,0  | 80,0              | -                 | -                 | 77,5    | 82,5    | 82,5    | 105,0   | 105,0   | 107,5   |
| -    | Jorge Pineda          | Colombia         | 59,8        | 205,0  | 90,0              | 95,0              | 100,0             | 90,0    | 90,0    | 90,0    | 110,0   | 115,0   | 122,5   |
| -    | Yoshinobu Fujishima   | Giappone         | 59,9        | 200,0  | 97,5              | 102,5             | 102,5             | 97,5    | 97,5    | 102,5   | 130,0   | 130,0   | 130,0   |
| -    | Alan Oshyer           | Australia        | 59,8        | 92,5   | 90,0              | 95,0              | 95,0              | 92,5    | 97,5    | 97,5    | -       | -       | -       |
| -    | Ali Safa-Sonboli      | Iran             | 57,7        | 92,5   | 92,5              | 97,5              | 97,5              | 95,0    | 95,0    | 95,0    | -       | -       | -       |
| -    | Asber Nasution        | Indonesia        | 59,6        | 0,0    | 105,0             | 105,0             | 105,0             | -       | -       | -       | -       | -       | -       |
| -    | Gaston Gaffney        | Sudafrica        | 59,9        | 0,0    | -                 | 87,5              | 87,5              | -       | -       | -       | -       | -       | -       |